# Parque Nacional Lihué Calel

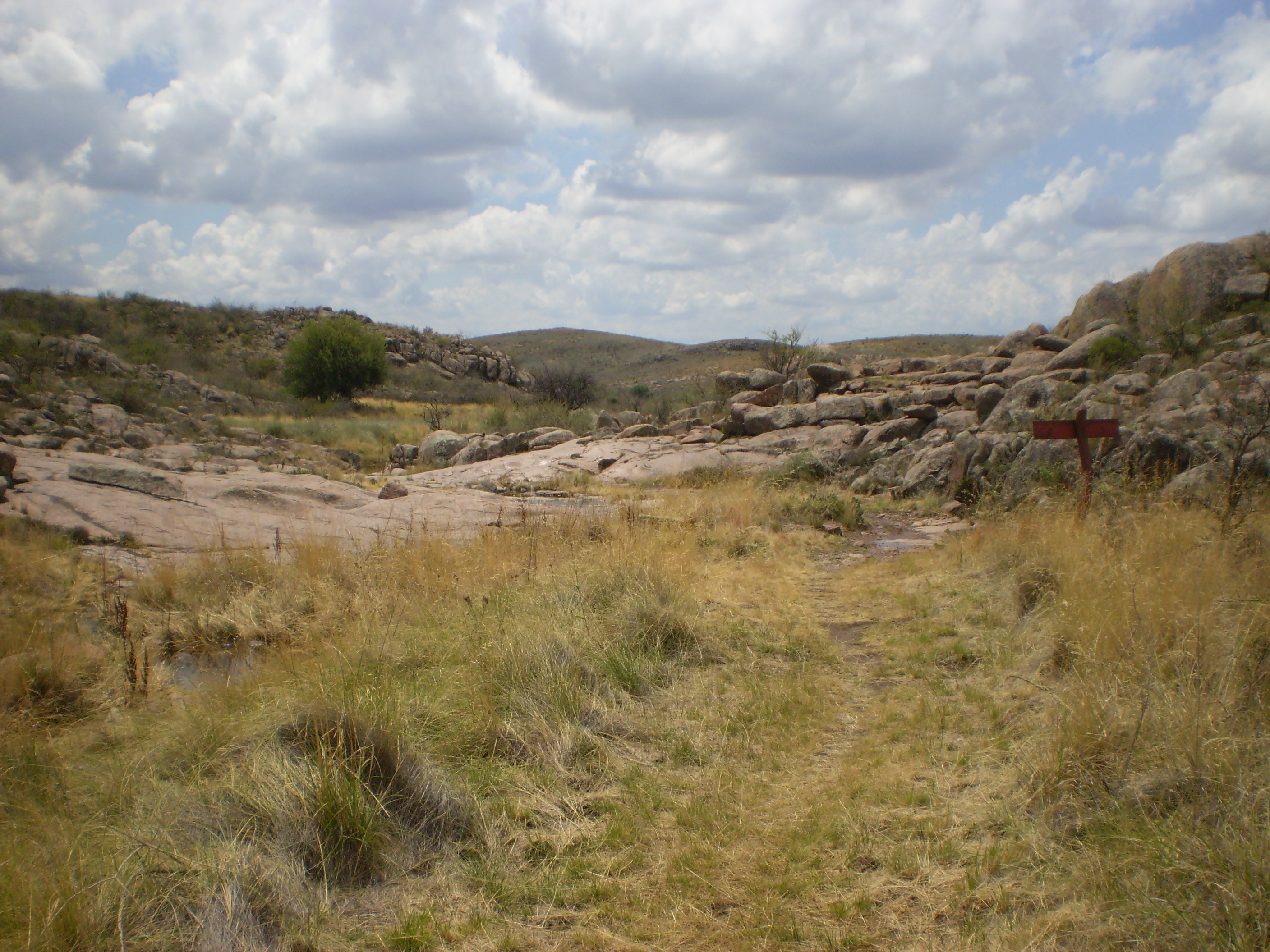
Parque Lihué Calel

O Parque Nacional Lihué Calel, também conhecido como Lihuel Calel, é uma área protegida da Argentina.
O parque tem 32.514 ha e está situado no centro sul da Província de La Pampa, Departamento Lihuel Calel. Foi criado em 1976.

A área protegida preserva o "Sistema Serrano", com seus valores históricos, culturais e ecológicos. 